# ミスユニバーシティ
ミスユニバーシティ (MISS UNIVERSITY) は、日本一の女子大生を決める国内のミスコンテストでベストオブミス運営のビューティーページェントである。各県で行われるベストオブミスでミスユニバーシティに選ばれた代表が日本大会でグランプリを競う。運営は日本ミスコン協会(JMCA)。主催者は協会代表でありベストオブミスの社長である内田洋貴

## 概要
“全国版ミスキャンパス”と銘打ち、全国の大学生、専門学校生の中から日本一を決める。同コンテストは、「ミスユニバースジャパン」をはじめとする複数のミスコンテストの合同地方代表選考会「ベストオブミス」の予選から各県大会を勝ち上がった学生のみで競うミスコンテストで、全国の大学生・専門学生を対象に次世代のリーダーにふさわしい人物を選出。選考では、外見の美しさに加え、社会性や内面も重視される。コンテストのテーマは「今できること」。
また歴代のグランプリたちが立ち上げた大学生の卒業式袴ブランドミスyにバーシティの卒業式袴も北海道札幌市、新潟県新潟市、埼玉県上尾市、沖縄県沖縄市、沖縄県那覇市に展開している

## 自社着物（卒業式袴）ブランド
振袖プロジェクト『#振袖gram』とコラボ商品ミスユニバーシティの卒業式袴というレンタル袴ブランドを展開
デザインやモデルは歴代のミスユニバーシティグランプリ達が行う

## 歴代グランプリ
| 大会回次 | 年度   | 優勝者   | 代表県     |
| -------- | ------ | -------- | ---------- |
| 第1回    | 2019年 | 長澤佳凜 | 滋賀代表   |
| 第2回    | 2020年 | 難波遥   | 神奈川代表 |
| 第3回    | 2021年 | 吉田三莉 | 兵庫代表   |
| 第4回    | 2022年 | 長沼麻陽 | 群馬代表   |
| 第5回    | 2023年 | 鈴木梨恩 | 静岡代表   |
| 第6回    | 2024年 | 神谷真衣 | 茨城代表   |

## アナウンサーの登竜門
リポーターやアナウンサーをかず多く輩出しているミスユニバーシティからは朝日放送テレビ（ABCテレビ）のアナウンサー。 大仁田美咲なども輩出いしている

## ミスユニバーシティの目的
ミスユニバーシティの主な目的は、次のような点にあります：
1. リーダーシップの育成 出場者がコンテストを通じて自信を高め、リーダーとしての素質を開花させることを目指しています。
2. 社会貢献活動の推進 美しさだけでなく、社会的責任を持ち、地域社会や世界にポジティブな影響を与える活動に注力しています。
3. 多様性の尊重 多様な背景を持つ女性たちが、互いに刺激し合いながら成長する場を提供します。

## 審査基準
ミスユニバーシティの審査は、以下のような基準に基づいて行われます：
1. スピーチ力 出場者が自分の意見や信念をわかりやすく伝える能力が評価されます。
2. 社会貢献への意欲 ボランティア活動や地域貢献など、どれだけ社会に積極的に関わろうとしているかが問われます。
3. 知性と教養 学生としての知識や教養が、面接や質疑応答を通じてチェックされます。
4. 外見の美しさ 外見的な魅力も審査項目の一部ですが、内面の美しさも重視されます。

## 主なプログラム
ミスユニバーシティには、以下のようなプログラムがあります：
1. オリエンテーションとトレーニング 出場者たちは、プロの講師によるトレーニングを受け、ステージでのパフォーマンスやスピーチ技術を磨きます。
2. 地域予選 全国各地のベストオブミスで予選が開催され、それぞれの地域の代表が選ばれます。
3. 全国大会 地域代表が集い、最終的な日本一のミスユニバーシティを決定します。
4. 社会貢献活動 出場者たちは、環境保護、教育支援、国際協力などの活動に参加します。

## 過去の優勝者の活躍
優勝者や入賞者の中には、モデルやアナウンサー、企業家として成功を収めた人々がいます。また、社会貢献活動をライフワークとして続けている人も多く、ミスユニバーシティでの経験が人生の大きな転機となることも少なくありません。

## 歴代ファイナリスト
こちらが、「ミスユニバーシティ2025」日本大会に進出した県代表ファイナリストの一覧です（6月22日、東京・ホテル雅叙園でのお披露目会基づく）：
| No. | 県名   | 氏名       | 大学・年齢・身長                            |
| --- | ------ | ---------- | ------------------------------------------- |
| 1   | 北海道 | 福本あかり | 関西学院大学・21歳・164cm                   |
| 2   | 宮城   | 奥田麻鈴   | 放送大学・25歳・167cm                       |
| 3   | 茨城   | 加藤菜々海 | 慶應義塾大学・21歳・165cm                   |
| 4   | 群馬   | 鈴木紅葉   | 日本大学・芸術学部・19歳・157cm             |
| 5   | 埼玉   | 鈴木結捺   | 早稲田大学・19歳・165cm                     |
| 6   | 千葉   | 鈴木心乃香 | 上智大学・20歳・163cm（欠席）               |
| 7   | 東京   | 柚木麻央   | 学習院女子大学・19歳・162cm                 |
| 8   | 神奈川 | 加藤杏樹   | 日本大学・20歳・164cm                       |
| 9   | 新潟   | 山田愛美   | 新潟大学・20歳・173cm                       |
| 10  | 富山   | 名畑粟結   | 金沢美専・20歳・161cm（欠席）               |
| 11  | 石川   | 長沢紋奈   | 富山県高岡看護専門学校・20歳・162cm（欠席） |
| 12  | 長野   | 菅原萌     | 学習院女子大学・20歳・157cm                 |
| 13  | 岐阜   | 髙塚雅姫   | 名古屋スクール・19歳・160cm                 |
| 14  | 静岡   | 山本桃花   | 聖隷クリストファー大学・20歳・163cm         |
| 15  | 愛知   | 小林愛佳   | 名古屋大学・22歳・162cm                     |
| 16  | 三重   | 松好映実   | 昭和医科大学・20歳・156cm                   |
| 17  | 滋賀   | 山村珠生   | 神戸大学・19歳・151cm                       |
| 18  | 京都   | 一条美輝   | 京都大学・20歳・160cm                       |
| 19  | 大阪   | 能浦奈々   | 大阪大学大学院・22歳・162cm                 |
| 20  | 兵庫   | 和根﨑颯美 | 関西学院大学・20歳・161cm                   |
| 21  | 奈良   | 宮武理子   | 近畿大学・19歳・164cm                       |
| 22  | 和歌山 | 平野莉沙   | 近畿大学・23歳・161cm                       |
| 23  | 鳥取   | 木下叶梨   | 甲南大学・19歳・158cm                       |
| 24  | 広島   | 平田詩奈   | Taylor’s大学・20歳・168cm                   |
| 25  | 香川   | 北島こころ | 創価大学・20歳・168cm                       |
| 26  | 愛媛   | 直川紗季   | 大阪大学・21歳・160cm                       |
| 27  | 福岡   | 飯田樺楽   | 桜美林大学・22歳・162cm                     |
| 28  | 大分   | 伊藤綵乃   | 智泉福社製菓専門学校・23歳・164cm（欠席）   |
| 29  | 鹿児島 | 平江花音   | 鹿児島美容専門学校・22歳・158cm             |
| 30  | 沖縄   | 松井麗     | フェリス女学院大学・21歳・160cm             |

千葉（鈴木心乃香）、富山（名畑粟結）、石川（長沢紋奈）、大分（伊藤綵乃）はお披露目会を欠席しました。
こちらが公式ファイナリスト30名の全リストになります。

## ミスユニバーシティの意義
近年、ミスコンテストは単なる「美」の追求から、「社会的役割」を重視する方向へと進化しています。ミスユニバーシティはその代表例であり、参加者が自己を表現し、社会に影響を与える力を磨く場として注目されています。

## 姉妹コンテスト
ベストオブミス　
ミセスSDGs
ミスユニバースジャパン
日本ミスコン協会